# Шишмарёв, Фёдор Васильевич
Федор Васильевич Шишмарёв (1760—1822) — генерал-майор, генерал кригс-комиссар (высшее звание военного чиновника, отвечавшего за финансовое и материальное обеспечение русского ВМФ в XVIII — начале XIX в., приравнивалось чину вице-адмирала, упразднено в 1817 г.).

## Биография
Дворянин. Из помещиков Тверской губернии. Образование получил в Морском корпусе, куда поступил кадетом 18 апреля 1773. В 1777 произведен в гардемарины. С 1777 по 1780 совершал плавания в Финском заливе (ежегодно). 
1 мая 1779 окончил занятия в Морском корпусе и получил чин мичмана. В 1780, в эскадре контр-адмирала Круза, плавал на корабле «св. Александр Невский» от Кронштадта до Английского канала и обратно. В 1781—1782 в эскадре контр-адмирала Сухотина плавал от Кронштадта до Ливорно и обратно. С 1 января 1782 получил чин лейтенанта, в этом же году командирован в Костромскую губернию для набора рекрутов.
В 1783 послан в Херсон и назначен членом комиссии для прекращения эпидемии. В 1784 присутствовал при описании реки Днепра. 1 января 1787 произведен в капитан-лейтенанты и крейсировал с флотом в Чёрном море на корабле «св. Павел». В 1788 находился при Севастопольском порте членом директной комиссии и 31 июля в эскадре графа Войновича, участвовал в морском сражении с турками у острова Феодонисии.
В 1790, командуя фрегатом «св. Нестор преподобный», принимал участие в сражении с турецким флотом при Керченском проливе и у Гаджибея. 1 января 1791 в награду за военные заслуги произведен в капитаны 2 ранга. Командуя кораблем «св. Иоанн Богослов», участвовал в сражении при Калиакрии. С 1792 по 1795 командовал кораблями на Севастопольском рейде и в Чёрном море («св. Иоанн Богослов», «св. Мария Магдалина»).
В 1795 был назначен исправляющим должность капитана над Севастопольским портом. В январе 1796, пожалован в капитаны 1 ранга, и осенью этого же года был послан из Николаева курьером с «важнейшими депешами» к Государыне и по прибытии в Петербург находился при князе П. А. Зубове. 17 января 1797, определён по смерти Екатерины советником интендантской экспедиции по экипажному департаменту. В апреле  временно исправлял должность капитана над Кронштадтским портом, затем плавал на корабле «св. Николай» в Балтийском море при адмирале Крузо. В ноябре был командирован в подмосковные города для заготовки пеньки для Петербургского Адмиралтейства и Черноморского флота.

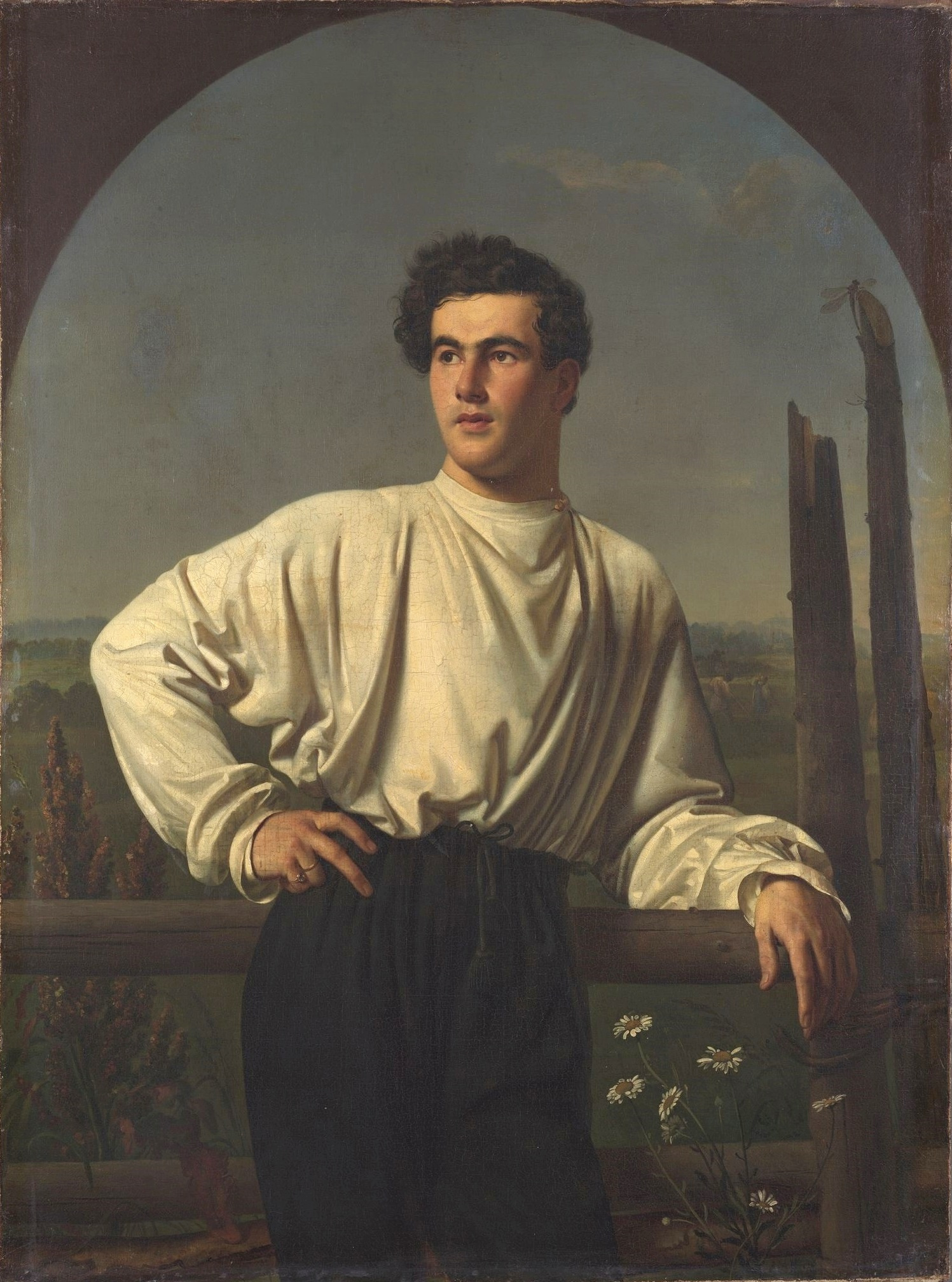
Афанасий Шишмарёв на портрете О. Кипренского (1826)

В 1795—1799 интендантство возложило на него поручения по заготовке пеньки Петербургскому Адмиралтейству и Архангельскому порту и по поставке провианта и дубовых лесов в Петербурге. В 1800 командовал кораблями «Зачатие св. Анны», «Архистратиг Михаил» и «Благо дать» при проводке их из C.-Петербурга в Кронштадт. 30 октября того же года произведен в генерал-майоры и послан в Казань для заготовки провианта C.-Петербургскому, Казанскому и Астраханскому портам.
В 1801 удостоился Монаршего благоволения за сделанные казне сбережения при заготовках провианта. По причине плохого здоровья вышел в отставку и 16 декабря 1803 был уволен от службы. С 1806 по 1808 состоя в милиционной службе уездным начальником по Тверской губернии, был награждён золотой медалью на владимирской ленте.
30 апреля 1810, поступив снова на службу в «адмиралтейскую зависимость», занял должность генерал-кригс-комиссара, которую и исполнял до 1821. Уволен со службы в 1821 году. Кавалер многих наград. Умер 23 октября 1822 году.
Был женат, имел 5 детей. Из них сыновья — Афанасий (1790—1875; коннозаводчик и театрал), Яков, Николай (01.08.1802— ?; крестник адмирала А. С. Шишкова) и дочь Анна (01.10.1803; крестница брата Афанасия).